# Paulownia omszona
Paulownia omszona, paulownia cesarska (Paulownia tomentosa Steud.) – gatunek drzewa z rodziny paulowniowatych (Paulowniaceae). Dawniej zaliczany był do rodziny trędownikowatych.

## Występowanie
Gatunek pochodzi z południowo-wschodniej części Chin, ale rozprzestrzenił się także w innych rejonach Azji o ciepłym klimacie. Od dłuższego czasu sadzony w cieplejszych częściach Europy jako ozdobne drzewo parkowe.

## Morfologia

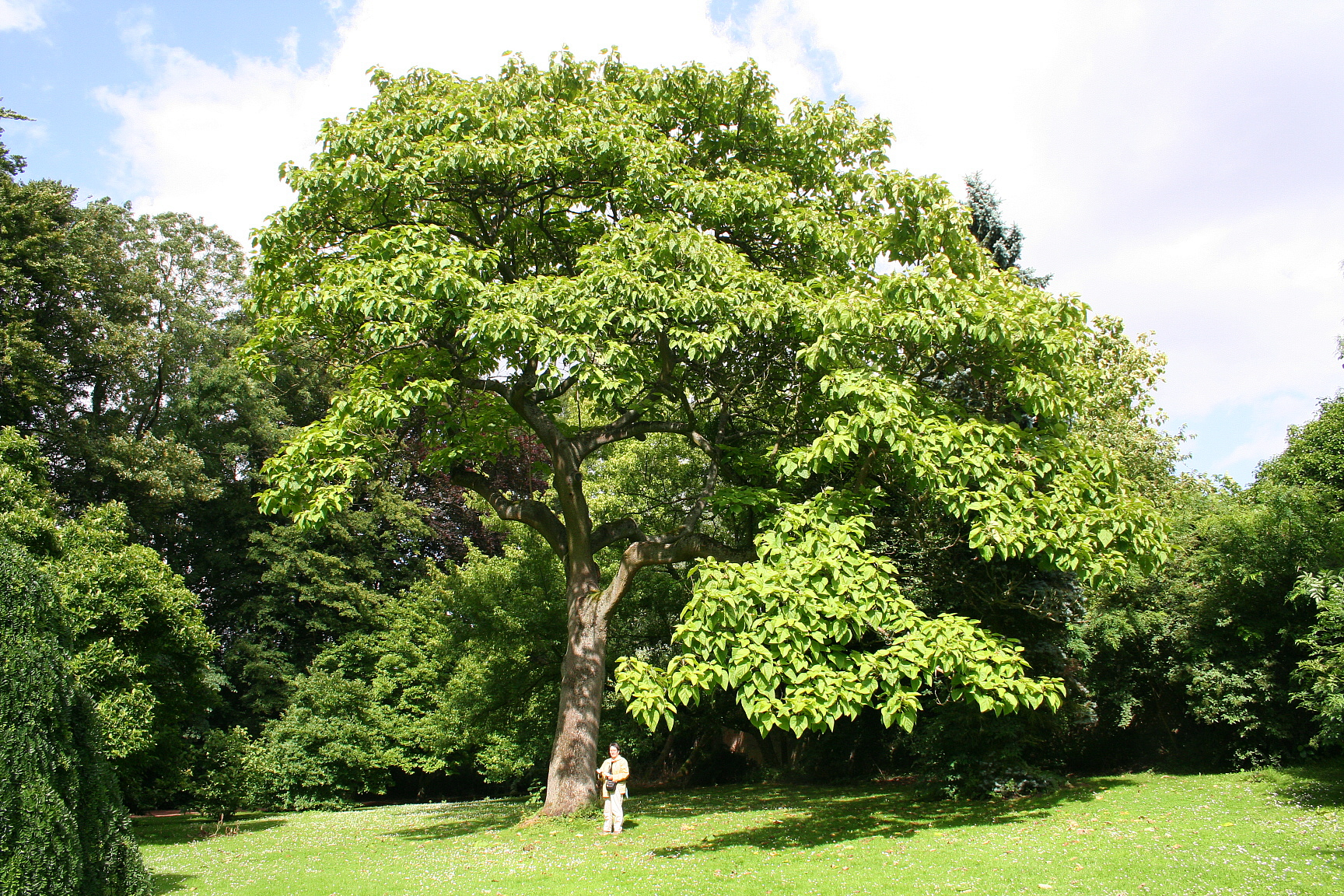
Pokrój drzewa

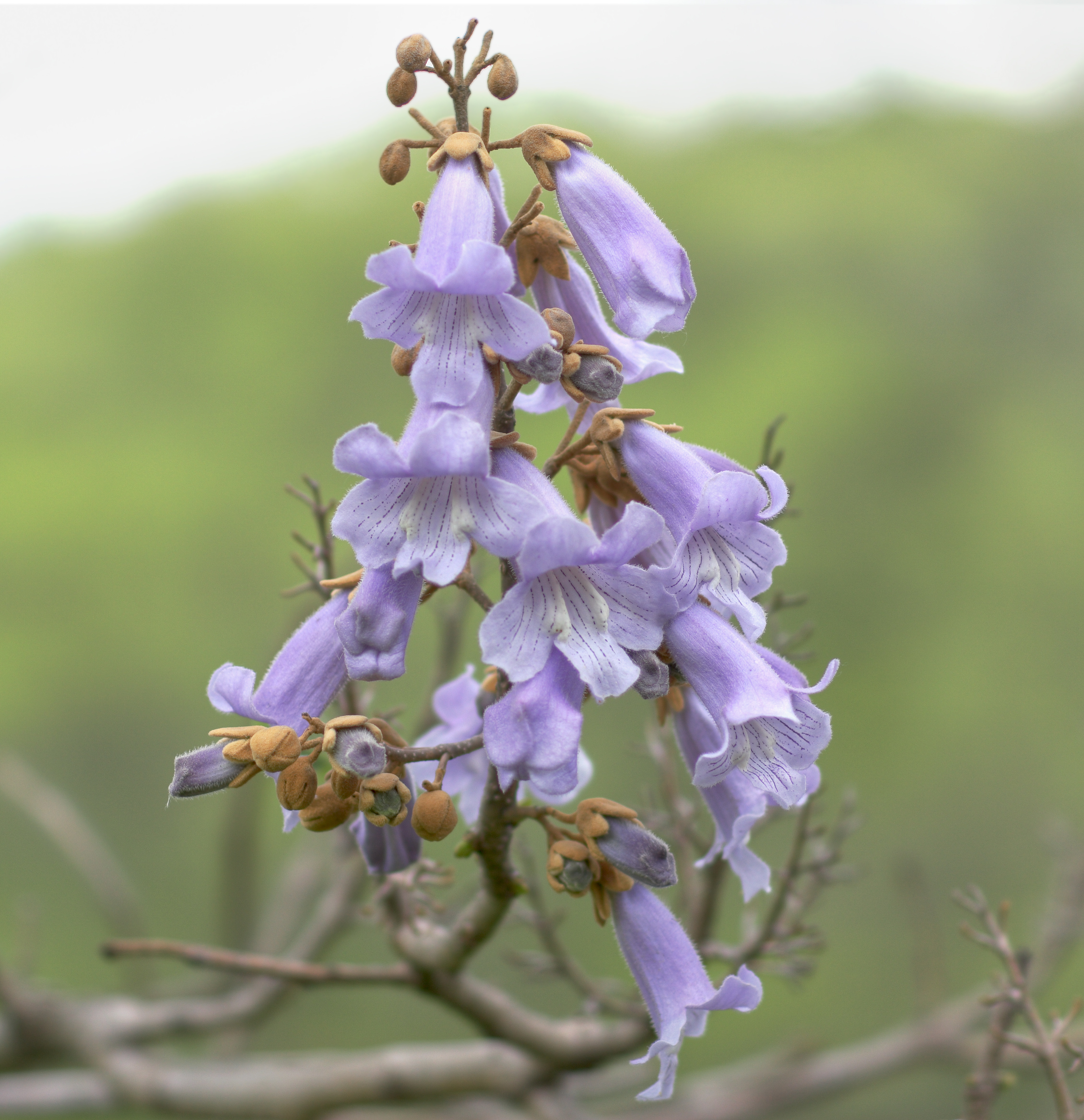
Kwiaty

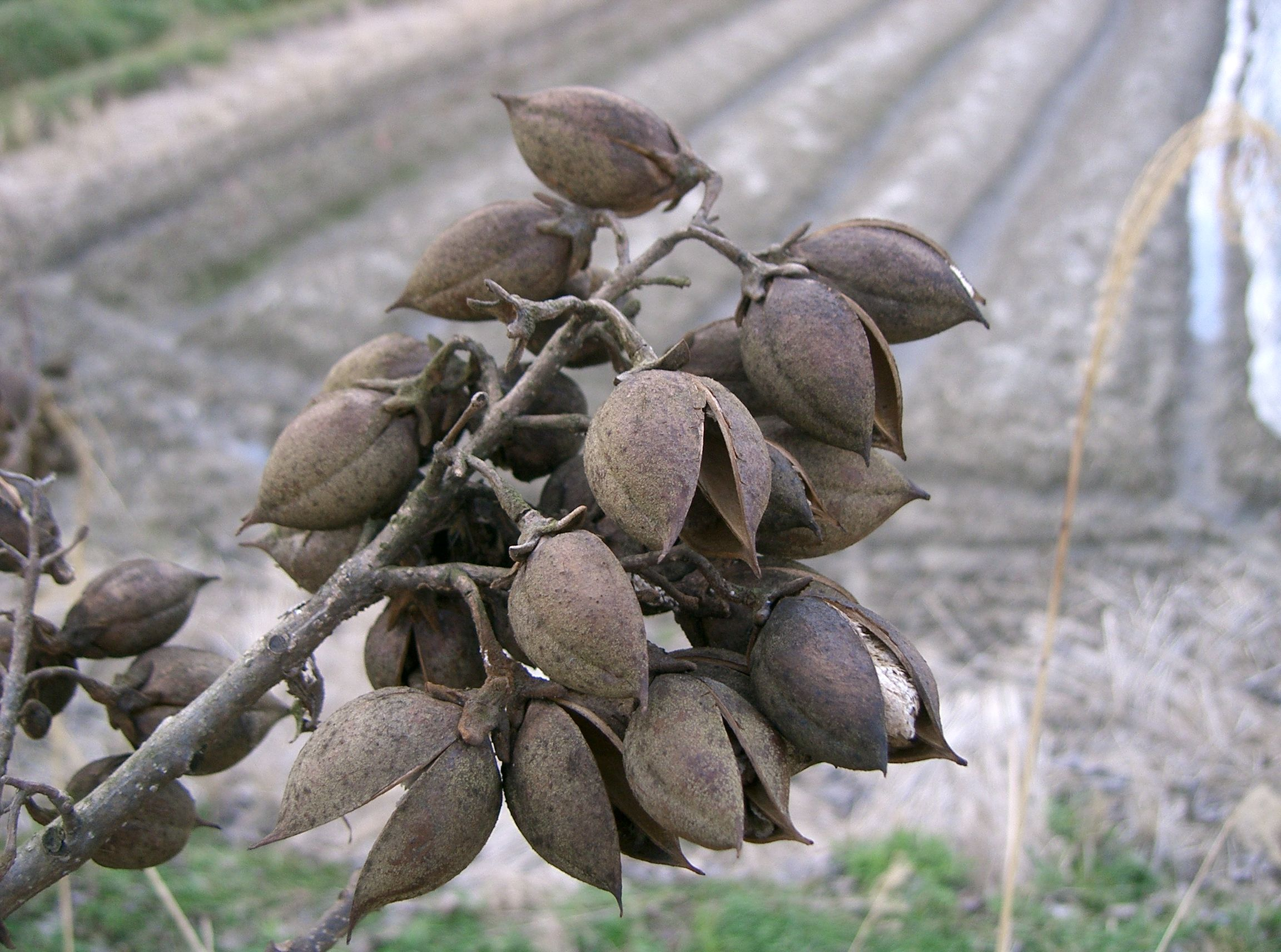
Dojrzałe owoce

PokrójDrzewo liściaste zrzucające liście na zimę, wysokość ok. 20 m, z szeroką, wysoko sklepioną, dość luźną koroną.
PieńProsty, dobrze widoczny aż do górnej strefy korony.
GałęzieW dolnej i środkowej części korony przeważnie odstające lub rozłożyste, w górnej części wzniesione.
KoraDość gładka, nawet u starszych okazów, o kolorze od szarego do brunatnoszarego.
LiścieSkupione na szczytach zeszłorocznych pędów, naprzeciwległe, bardzo duże o długości ok. 15 – 30 cm. Owalne, u nasady wcięte sercowate, całobrzegie. Z wierzchu matowe, ciemnozielone i aksamitne, pokryte krótkim włosiem, od spodu szare, filcowate. Ogonki liści nawet do 40 cm długości.
KwiatyZebrane w wyprostowane, wiechowato rozgałęzione kwiatostany o wysokości ok. 40 cm z gałązkami bocznymi o długości 5 – 15 cm. Pączki kwiatowe są rudobrunatne lub brunatnoczerwone, owłosione, w tej postaci zimują. Kwiaty rozwijają się zanim drzewo wytworzy liście. Kwiaty naparstkowo-dzwonkowate, bardzo duże, na zewnątrz bladofioletowo-niebieskawe, wewnątrz z żółtymi prążkami. W Europie, na średnich szerokościach, kwitnie w maju. W południowej Europie (Hiszpania, południowe Włochy, Czarnogóra, Grecja, Bułgaria) zakwita już nawet z końcem marca.
OwoceTorebka o długości do 4 cm i szerokości 1,5 – 2,0 cm, początkowo zielonkawa i nieco lepka, wielonasienna. W miarę dojrzewania drewnieje i zmienia kolor na szarobrunatny.

## Zastosowanie
- Roślina ozdobna, uprawiana w cieplejszych rejonach Polski oraz na balkonach i tarasach.
- Ze względu na swoje właściwości (szybki przyrost masy, łatwość suszenia), może być również wykorzystywana do upraw energetycznych i produkcji biomasy[4].

## Uprawa
Rozmnaża się z nasion lub sadzonek korzeniowych pobieranych od lata do jesieni. Preferuje glebę przepuszczalną i żyzną. Stanowisko powinno być osłonięte od silnych wiatrów. Strefy mrozoodporności 5-10. Silne mrozy mogą uszkadzać kwiaty. Czasami uprawia się roślinę tylko dla ozdobnych liści i ładnego pokroju; wówczas przycina się ją wiosną tuż przy powierzchni ziemi. Tak przycinana nie zakwita, wytwarza natomiast pędy o bardzo dużych, ozdobnych liściach.